# Piptostigma oyemense
Piptostigma oyemense är en kirimojaväxtart som beskrevs av François Pellegrin. Piptostigma oyemense ingår i släktet Piptostigma och familjen kirimojaväxter. IUCN kategoriserar arten globalt som sårbar. Inga underarter finns listade i Catalogue of Life.